# Ferrovia Cuneo-Limone-Ventimiglia

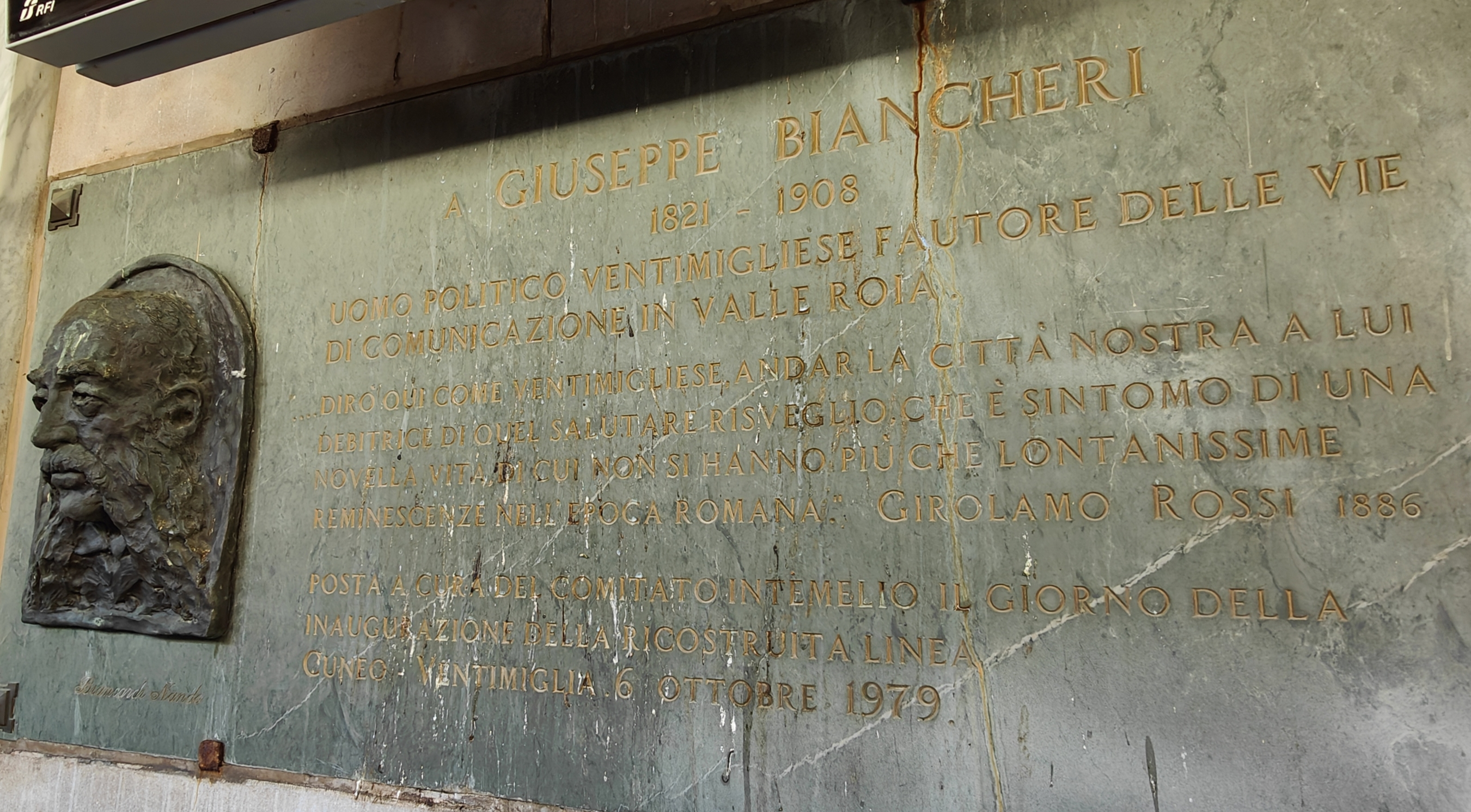
Targa posta nella Stazione di Ventimiglia dedicata a Giuseppe Biancheri posta dal Comitato Intemelio il giorno della ricostruzione della linea Cuneo-Ventimiglia il 6 ottobre 1979

La ferrovia Cuneo-Ventimiglia o linea del Tenda, anche nota come Ferrovia delle Meraviglie, è una linea ferroviaria internazionale che collega Cuneo a Ventimiglia attraversando un tratto di territorio francese compreso tra due tratte in territorio italiano. Questa singolare circostanza è dovuta al fatto che, all'epoca della progettazione della linea, il tracciato si trovava interamente nel Regno di Sardegna, e alcune località attraversate furono cedute alla Francia negli anni successivi: i territori dell'ex Contea di Nizza e parte della val Roia nel 1860, Briga Marittima e Tenda dopo la seconda guerra mondiale nel 1947. A Breglio si dirama una linea per Nizza, che corre interamente in territorio francese.
La gestione delle infrastrutture del tratto in territorio italiano è affidata a Rete Ferroviaria Italiana (RFI) che qualifica la linea come complementare. Dal 2014 il tratto in territorio francese è gestito da SNCF, dopo il reintegramento all'interno del Réseau Ferré de France (RFF).

## Storia
L'idea di una ferrovia attraverso il Colle di Tenda nacque quando ancora Casa Savoia regnava sul Piemonte e sulla Contea di Nizza e gli scambi commerciali e culturali richiedevano vie di comunicazione sulla direttrice nord-est/sud-ovest. Lo sviluppo industriale del XIX secolo indusse Cavour nel 1853 a presentare richiesta di costruzione di una ferrovia fra Torino e la Costa Azzurra al Parlamento sardo
Gli studi si protrassero dal 1856 fino al 1895; il primo progetto per collegare Cuneo a Nizza venne vanificato dalla cessione di quest'ultima alla Francia nel 1860. In questa fase va peraltro segnalato il progetto di Coriolano Monti, pubblicato nel 1863. I sostenitori di un ulteriore collegamento tra Piemonte e Liguria ripiegarono allora su un collegamento con Ventimiglia, inserito nella tabella B della legge Baccarini approvata dal Parlamento italiano nel 1879; parte notevole di questo risultato fu dovuta a Giuseppe Biancheri, che sostenne la proposta in concorrenza con l'alternativa Ceva-Ormea-Oneglia (da cui sarebbe nata la ferrovia Ceva-Ormea). I lavori dal lato piemontese iniziarono nel 1882; nel 1891 fu messo in funzione il tratto fino a Limone Piemonte e nel 1900 venne raggiunta Vievola attraverso la galleria del Colle di Tenda; a quel punto, vi erano varie alternative, tra cui costruire il rimanente tratto verso il mare in territorio solo italiano (che avrebbe però imposto costi elevati e la costruzione di tratti a cremagliera), ma si preferì cercare un accordo con la Francia, con la quale nel 1904 fu firmata una convenzione nella quale si stabilì di costruire, ciascuna nazione per la tratta di sua competenza, la tratta rimanente tra Vievola e Ventimiglia, oltre che una bretella tra Breglio e Nizza.
| Tratta                               | Inaugurazione     |
| ------------------------------------ | ----------------- |
| Cuneo Gesso-Boves-Borgo San Dalmazzo | 18 luglio 1887    |
| Borgo San Dalmazzo-Robilante         | 18 luglio 1887    |
| Robilante-Vernante                   | 1º settembre 1889 |
| Vernante-Limone Piemonte             | 1º giugno 1891    |
| Limone Piemonte-Vievola              | 1º ottobre 1900   |
| Vievola-Tenda                        | 7 settembre 1913  |
| Ventimiglia-Airole                   | 16 maggio 1914    |
| Tenda-San Dalmazzo di Tenda          | 1º giugno 1915    |
| San Dalmazzo di Tenda-Airole         | 30 ottobre 1928   |
| Cuneo (Altipiano)-Borgo San Dalmazzo | 7 novembre 1937   |

I lavori procedettero a rilento a partire dal 1909, anche a causa delle grandi difficoltà orografiche; la prima guerra mondiale bloccò la costruzione quando già erano stati realizzati i tratti Ventimiglia-Airole e Vievola-San Dalmazzo di Tenda, e questi ripresero negli anni venti fino all'inaugurazione il 30 ottobre 1928. L'esercizio venne assunto dalle Ferrovie dello Stato e dalla società francese PLM (Paris-Lyon-Méditerranée).
L'apertura della ferrovia portò immediati vantaggi al traffico tra il Piemonte e il mare, ma soprattutto a quello internazionale tra la Svizzera e Nizza dato che ne ridusse del 40% il percorso attraverso il nuovo itinerario Loetschberg, Sempione, Torino e Cuneo. L'orario ufficiale delle ferrovie del 1936 prevedeva un treno internazionale diretto che in 12 ore collegava Berna - in Svizzera - a Sanremo, via Domodossola, Arona, Santhià (tramite la Ferrovia Santhià-Arona, evitando l'allungamento di percorso via Novara), Torino, Cuneo, Breglio e Ventimiglia. Il servizio era in coincidenza a Berna con treni provenienti da Londra via Calais, Bruxelles, Amsterdam via Colonia e Basilea, Oslo e Berlino. Una sezione del treno proseguiva da Breglio per Nizza a cura della compagnia francese PLM.
Per migliorare la potenzialità della linea, tra il 1931 e il 1935 essa venne elettrificata con il sistema trifase, inizialmente solo nel tratto italiano, e successivamente sull'intera lunghezza; tuttavia, la crisi del 1929 e successivamente le sanzioni economiche all'Italia fascista non permisero un vero e proprio decollo del traffico, sia viaggiatori che merci.
La seconda guerra mondiale inflisse gravissimi danni alla ferrovia; le truppe tedesche in ritirata distrussero tutti i suoi impianti minando ponti e gallerie. Le tratte Cuneo-Vievola e Nizza-Breil vennero rimesse in efficienza entro il 1947, ma non si procedette subito alla ricostruzione delle altre tratte.

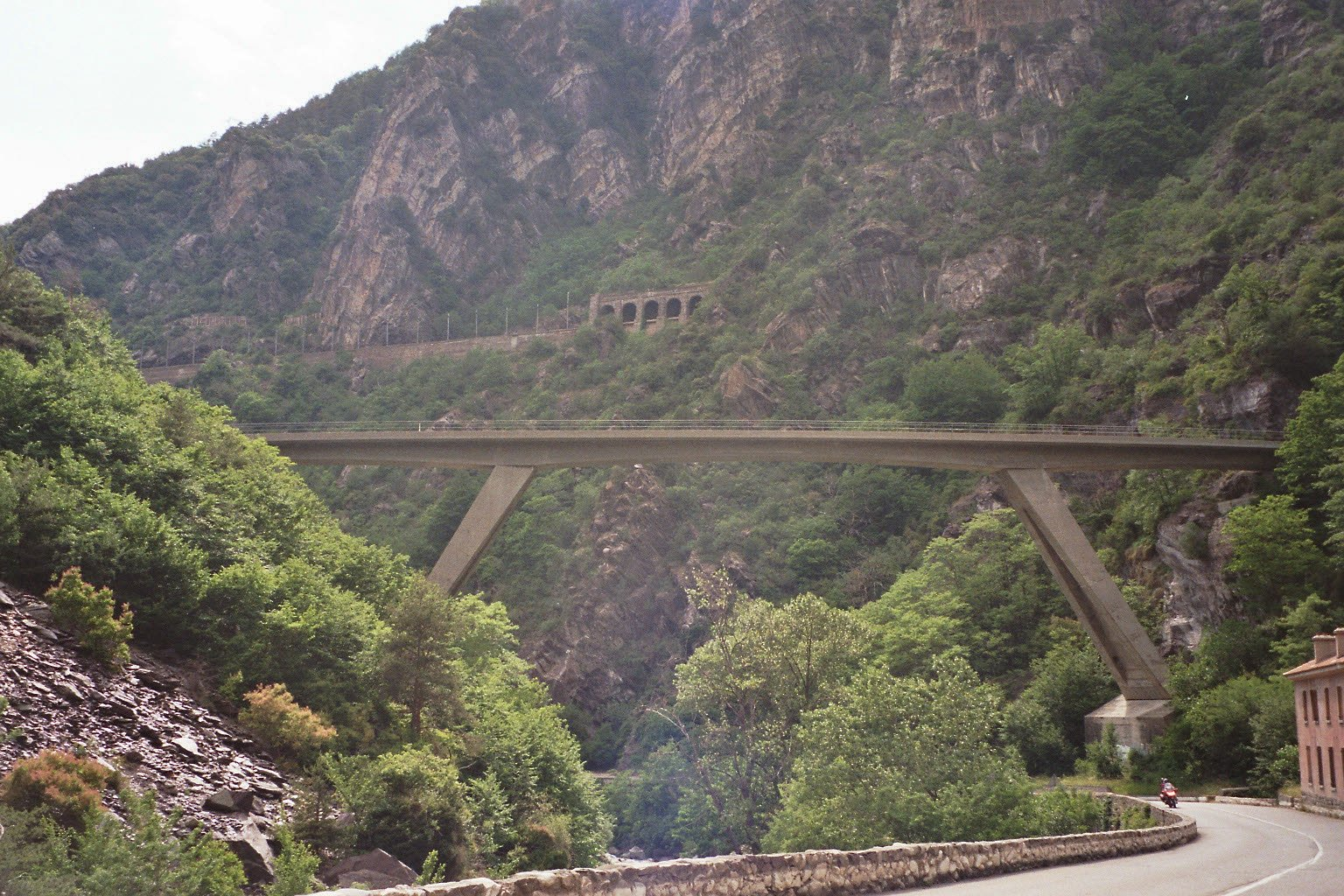
Viadotto di Scarassoui

Solo nel 1976 iniziò il concreto riarmo della linea, dopo un ulteriore accordo internazionale. 
L'esercizio iniziato nel 1979, dopo l'inaugurazione del 6 ottobre venne ripartito tra SNCF ed FS tra Nizza e Cuneo e il tratto da Breil-sur-Roya a Ventimiglia interamente a carico delle FS.
Il traffico passeggeri è curato da Trenitalia e SNCF.
Nel 2016 la rivista tedesca Hörzu, considerando un tutt'uno la tratta da Torino a Nizza, l'ha classificata al nono posto tra le dieci linee ferroviarie più belle del mondo.
Il 4 settembre 2017 la linea chiude per lavori di manutenzione e ammodernamento, tra i quali si annoverano la riparazione di alcuni viadotti, l'installazione del sistema SCMT per permettere ai treni italiani una velocità superiore ai 40 km/h, la manutenzione del sistema di segnalamento e sicurezza, l'installazione, in alcuni tratti a rischio, di reti di protezione e sistemi di rilevamento della caduta dei massi, la messa in sicurezza del traforo del Colle di Tenda e la sostituzione delle componenti del binario come rotaie e traversine.
Il 13 luglio 2018, in ritardo rispetto alla previsione di SNCF Reseau che aveva inizialmente annunciato il 28 aprile 2018 come data della riapertura, la linea viene riaperta con il ripristino del traffico precedente alla chiusura. Al primo viaggio sono presenti diverse autorità, tra le quali il sindaco di Cuneo Federico Borgna e l'assessore ai trasporti della Regione Piemonte Francesco Balocco, e viene caldeggiata l'ipotesi di un potenziamento della linea.
Il 3 ottobre 2020 è stato chiuso alla circolazione ferroviaria il tratto della linea tra San Dalmazzo di Tenda e Fontano-Saorgio a seguito dei danni causati dal maltempo presso il ponte di San Dalmazzo di Tenda, vicino alla galleria della Biogna (km 58+420). Il successivo 6 ottobre il traffico è stato limitato da Trenitalia al tratto tra Cuneo e Limone Piemonte, in attesa di verifiche su tutto il tratto italiano della linea; il servizio sull'intero percorso è ritornato regolare a partire dal 3 maggio 2021, con la riapertura del tratto San Dalmazzo-Fontano.

## Caratteristiche

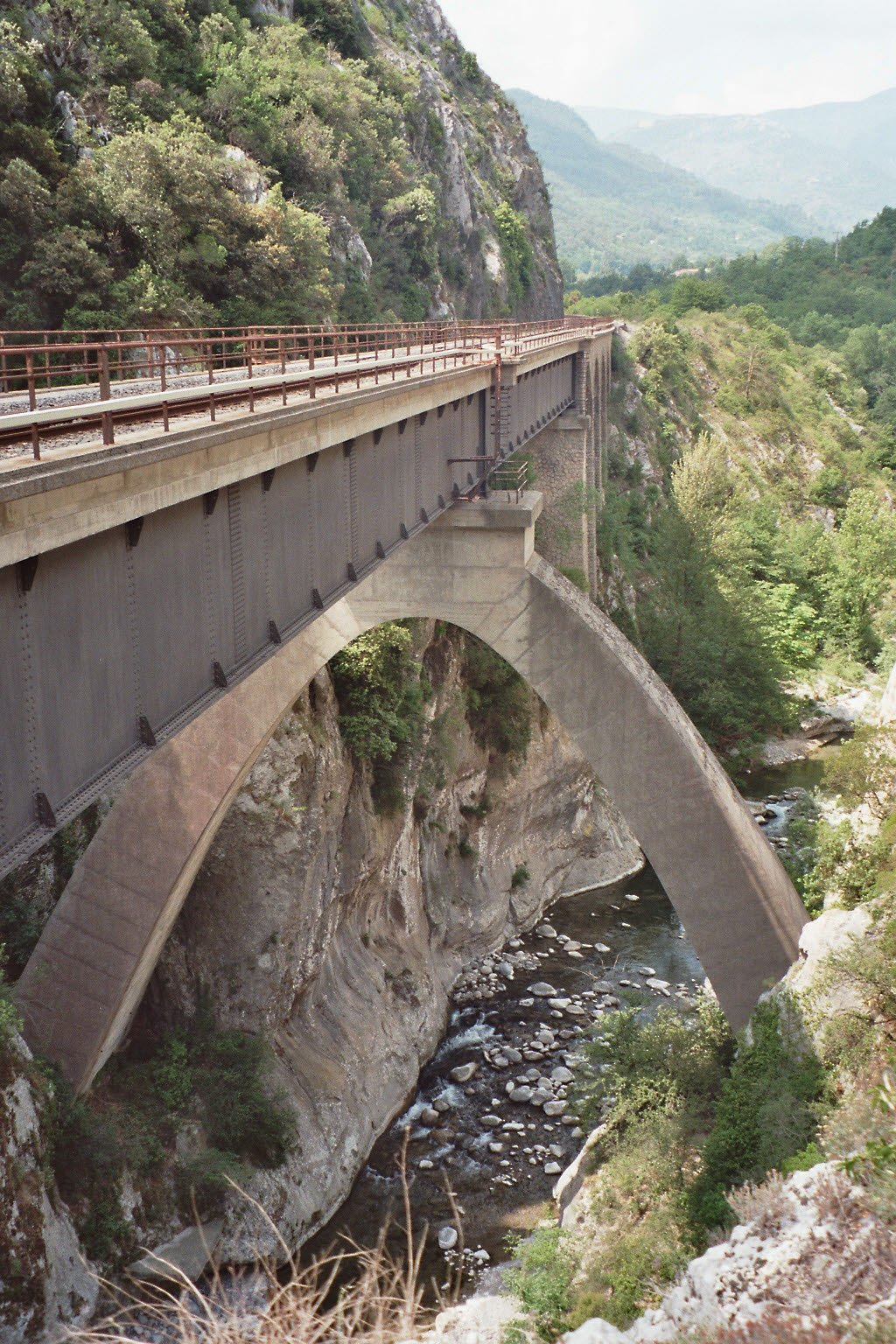
Viadotto sul torrente Bevera (Viaduc de la Bevera) sulla diramazione Nizza - Breil-sur-Roya

La linea in territorio francese è stata ricostruita seguendo il percorso originale a binario unico.
Su tutto il percorso, compreso il tratto in territorio francese, è installato l'SCMT italiano. Il regime di circolazione è quello di blocco conta-assi. La linea è esercita in Dirigente Centrale Operativo, con personale sia italiano che francese.
La SNCF, dopo lo smantellamento del vecchio binario, eseguì dei rilievi plano-altimetrici sulla piattaforma allo scopo di:
- ottimizzare il profilo longitudinale della linea;
- garantire, su espressa richiesta FS, la "sagoma elettrificazione" nelle gallerie;
- ottenere un tracciato che consentisse la velocità di 80 km/h sull'intero percorso.

La commissione mista FS-SNCF istituita dalla convenzione intergovernativa del 24 giugno 1970 decise che la modalità di trazione sarebbe stata quella con motori termici, ma che tuttavia l'infrastruttura avrebbe riservato la possibilità di un'eventuale elettrificazione.
Prima della distruzione bellica la linea era interamente elettrificata in corrente alternata trifase a 3,6 kV-16⅔ Hz, che rimase in opera, sulla tratta Cuneo-Limone Piemonte(-Vievola) fino al 1974, quando avvenne la conversione all'attuale sistema in corrente continua a 3 kV, tuttora in opera fino alla stazione di Limone Piemonte, che svolge il ruolo di stazione di confine.
Tra il tunnel di Tenda e Olivetta San Michele, il percorso corre in territorio francese, nel dipartimento delle Alpi Marittime. A Breil-sur-Roya vi è una diramazione: uno dei due rami, quello propriamente internazionale, prosegue fino alla stazione di Nizza (SNCF), mentre l'altro rientra in territorio italiano e termina alla stazione di Ventimiglia. Dato che non si è rielettrificata la linea ricostruita, i treni con percorso che non interessa solamente la tratta Cuneo-Limone Piemonte sono effettuati a trazione diesel, con l'uso di automotrici sia francesi che italiane per la maggior parte dei servizi viaggiatori. Per consentire l'impiego promiscuo di macchinisti sia francesi che italiani, le automotrici italiane del gruppo ALn 668.3000 e alcune del gruppo ALn 663 sono state modificate sin dall'origine con l'installazione del dispositivo vigilante VACMA, in modo da renderle adatte alla condotta ad agente solo in uso in Francia, e con l'applicazione di un rapporto di trasmissione ridotto che ne aumentasse le prestazioni in salita.
La linea, in conseguenza della difficile orografia, presenta ben ventisette importanti opere ingegneristiche all'aperto e trentatré sotterranee, oltre a numerose altre minori ma non per questo meno spettacolari. Le più importanti sono i viadotti de la Chapelle, di San Dalmazzo, di Scarassoui e de la Maglia e i ponti sulla Biogna, di Saorgio, della Briga e di Fontan-Saorgio oltre alla deviazione e la canalizzazione del torrente Ceva.
Quattro gallerie hanno forma elicoidale per guadagnare o perdere quota senza dover superare le massime pendenze ammissibili; tre si svolgono nel tratto in territorio francese, una in quello piemontese. Le più importanti sono quelle di Tenda, di Rio Freddo, di Morga, di Camara, di San Roch, della Gigne, di Cottalorda e dell'Arme.
In conseguenza di un errore di manovra dei segnali francesi il 27 gennaio 2003, nella galleria Biogna a San Dalmazzo di Tenda, si verificò uno scontro tra un treno italiano e uno francese, nel quale persero la vita i due macchinisti del treno italiano. Una targa commemorativa nella stazione di San Dalmazzo di Tenda ricorda l'episodio.

## Percorso
| Continuation backward |

| Unknown route-map component "CONTgq" | Unknown route-map component "ABZg+r" |  |

|  | Unknown route-map component "ABZg+l" | Unknown route-map component "CONTfq" |

| Station on track |

| Unknown route-map component "tSTRa" |

| Unknown route-map component "tSTRe" |

|  | Unknown route-map component "eABZg+l" | Unknown route-map component "exCONTfq" |

| Station on track |

| 8+578  |
| 12+050 |

| Small bridge over water |

| Unknown route-map component "HSTeBHF" |

| Station on track |

| Small bridge over water |

| Station on track |

| Unknown route-map component "tSTRc2" | Unknown route-map component "tSTR3a" |  |

| Unknown route-map component "tSTR+1" | Unknown route-map component "tSTR+le" + Unknown route-map component "tSTRc4" | Unknown route-map component "tSTR+r" |

| Unknown route-map component "t3STR2" | Unknown route-map component "-3KRZt" | Unknown route-map component "t3STR3" |

| Unknown route-map component "tSTRa" |

| Unknown route-map component "tSTRe" |

| Station on track |

| Unknown route-map component "tSTRa" |

| Unknown route-map component "tGIPl" |

| Unknown route-map component "GRZq" + Unknown route-map component "tZOLL" |

| Unknown route-map component "tSTRe" |

| Unknown route-map component "hKRZWae" |

| Station on track |

| Unknown route-map component "tSTRa" |

| Unknown route-map component "tSTRe" |

| Unknown route-map component "tSTRa" |

|  | Unknown route-map component "tSTR+l-STRlo" | Unknown route-map component "tvWSLeq" |

| Unknown route-map component "tSTRe" |

| Station on track |

| Unknown route-map component "tSTRa" |

| Unknown route-map component "tSTRe" |

| Stop on track |

| Unknown route-map component "tSTRa" |

|  | Unknown route-map component "tSTR+l-STRlo" | Unknown route-map component "tvWSLeq" |

| Unknown route-map component "tSTRe" |

| Station on track |

| Unknown route-map component "tSTRa" |

| Unknown route-map component "tSTRe" |

| Unknown route-map component "tSTRa" |

| Unknown route-map component "tSTRe" |

| Small bridge over water |

| Unknown route-map component "tSTRa" |

| Unknown route-map component "tSTRe" |

| Unknown route-map component "exGRZq" + Unknown route-map component "eZOLL" |

|  | Unknown route-map component "STR2" | Unknown route-map component "STRc3" |

| Unknown route-map component "tSTR+l" | Unknown route-map component "tSTR+r" + Unknown route-map component "STRc1" | Unknown route-map component "STR+4" |

| Unknown route-map component "3STR2" + Unknown route-map component "PORTALg" | Unknown route-map component "tSTR" + Unknown route-map component "-3STRq" | Unknown route-map component "3STR3" |

| Unknown route-map component "tSTRe" |

| Small bridge over water |

| Station on track |

| Station on track |

| Unknown route-map component "CONTgq" | Unknown route-map component "ABZgr" |  |

| Unknown route-map component "tSTRa" |

| Unknown route-map component "tSTRe" |

| Unknown route-map component "exGRZq" + Unknown route-map component "eZOLL" |

| Unknown route-map component "eBHF" |

| Unknown route-map component "GRZq" + Restricted border on track |

| 84+648 |
| 14+722 |

| Stop on track |

| Non-passenger station/depot on track |

| Stop on track |

| Unknown route-map component "HSTeBHF" |

| Small bridge over water |

| Unknown route-map component "exCONTgq" | Unknown route-map component "eKRZ+l" | Unknown route-map component "KDSTeq" |

| Unknown route-map component "CONTgq" | Unknown route-map component "vSTR+r-STR" + Unknown route-map component "v-STRr" | Unknown route-map component "d" |  |

| Unknown route-map component "dWASSERq" | Unknown route-map component "vWBRÜCKE1" | Unknown route-map component "dWASSERq" | Unknown route-map component "d" |

| Unknown route-map component "BHFSPLe" | Unknown route-map component "d" |

| Unknown route-map component "d" | One way leftward | Unknown route-map component "CONTfq" |

### Tracciato
Partita dalla stazione di Cuneo e lasciatosi sulla destra il tronchino diretto al deposito FS, la linea si immette nella Galleria Altipiano che permette ai convogli di sottopassare il colle su cui poggia il capoluogo della Granda. Uscita da essa, prosegue verso sud-ovest seguendo il corso del torrente Gesso; il primo impianto toccato dalla linea è quello di Borgo San Dalmazzo, dotato di tre binari, di cui uno usato per le precedenze. Proseguendo con un andamento sud-sud ovest, il binario scavalca il Gesso con un ponte metallico e raggiunge la fermata di Roccavione, dotata del solo binario di corsa.
Da qui la ferrovia piega verso sud, iniziando a risalire la Val Vermenagna e toccando le stazioni di Robilante e Vernante. Dopo quest'ultima la linea imbocca la prima galleria elicoidale, che permette ai convogli di salire rapidamente di quota, e poi prosegue impiegando la Galleria Boglia, lunga poco più di un chilometro. Si arriva così a Limone Piemonte, rinomata stazione sciistica delle Alpi Marittime, servita dall'ultima stazione elettrificata della linea. Lasciata Limone e percorsa una serie di gallerie artificiali paramassi, il binario imbocca il tunnel ferroviario del Colle di Tenda, lungo poco più di 8 km, attraverso il quale supera la displuviale alpina ed entra in territorio francese.
La prima stazione in territorio francese è quella di valico di Vievola, da cui ha inizio la valle del Roia, che la linea seguirà fino alla foce a Ventimiglia. Attraverso la galleria Branego, a ferro di cavallo, e la galleria elicoidale Cagnolina, il binario incomincia a scendere di quota e, dopo aver costeggiato il muraglione su cui poggia la Route Nationale, raggiunge la stazione di Tenda, situata nel centro del paese omonimo. Lasciata Tenda, si attraversa il Roia mediante un viadotto in muratura e successivamente si imbocca un'altra galleria a ferro di cavallo denominata "Bosseglia", con cui si raggiunge la fermata di Briga Marittima, nella laterale Val Levenza. Dopo aver costeggiato per un breve tratto il Levenza, la linea imbocca il doppio tunnel elicoidale del "Rioro", con cui torna in Val Roia e raggiunge l'ex stazione di frontiera di San Dalmazzo di Tenda. Da qui il binario prosegue il suo percorso attraversando il viadotto della Biogna e poi lo spettacolare panorama delle gole di Paganin, dove fino al 1947 era presente la dogana tra Italia e Francia.
Nel tratto successivo la linea scende rapidamente di quota tramite il tunnel elicoidale di Berghe, che comprende la canalizzazione del torrente Céva, e successivamente sovrappassa sia il Roia che la Route Nationale tramite il viadotto di Scarassoui, uno dei simboli della tratta. Dopodiché inizia a scendere gradualmente raggiungendo la stazione di Fontan-Saorge, realizzata nello stile architettonico della PLM. Il binario prosegue il suo percorso continuando la sua discesa attraverso gallerie scavate nella roccia e diversi tratti protetti da paramassi. Nonostante la tratta sia in territorio francese, si possono comunque trovare dei cartelli in lingua italiana che segnalano il pericolo di caduta massi. Terminata la discesa, con un'ampia curva la ferrovia raggiunge la stazione di Breil-sur Roya, dalla quale si dirama la linea per Nizza.
Lasciatasi sulla destra la ferrovia diretta a Nizza, il binario piega in direzione sud-est immettendosi nella galleria Gigne, con il paesaggio che repentinamente si trasforma da alpino a mediterraneo. Superata l'ex stazione di frontiera di Piena, unico impianto a non essere stato riattivato, la linea rientra in territorio italiano, toccando la fermata di Olivetta San Michele, l'ex stazione di Airole, tramutata in Posto di Movimento dalla riapertura della linea, e l'attuale fermata di Airole, situata ai piedi del paese omonimo. Ormai alla periferia di Ventimiglia, il binario piega drasticamente verso sud, raggiungendo la fermata di Bevera, posta nell'omonima frazione e costeggiando sulla sinistra lo scalo merci ormai inattivo di Ventimiglia Parco Roia. Con un'ampia curva, la ferrovia si porta parallela alla tratta proveniente da Marsiglia, attraversando per un'ultima volta, in coabitazione con essa, il Roia, ormai prossimo a sfociare nel Mar Ligure, e giungendo infine al capolinea meridionale, situato nella stazione internazionale di Ventimiglia.

### Stazione di Cuneo
È la principale stazione ferroviaria della città di Cuneo. Si trova in piazza della Libertà, a ovest dell'abitato.

### Altre stazioni della linea
* Borgo San Dalmazzo: stazione con 3 binari adibiti al servizio viaggiatori, dotata di biglietteria automatica e di sala d'attesa. Nel Fabbricato Viaggiatori ha sede il Cunifer - Circolo Cuneese Fermodellisti e Feramatori. È servita da quasi tutti i treni ad eccezione di due regionali provenienti da Torino la mattina. La località è nota per il museo della deportazione e sul piazzale antistante lo scalo sono citati i nomi dei deportati ebrei. La stazione è punto di interscambio con la linea automobilistica extraurbana 1 diretta a Cuneo.

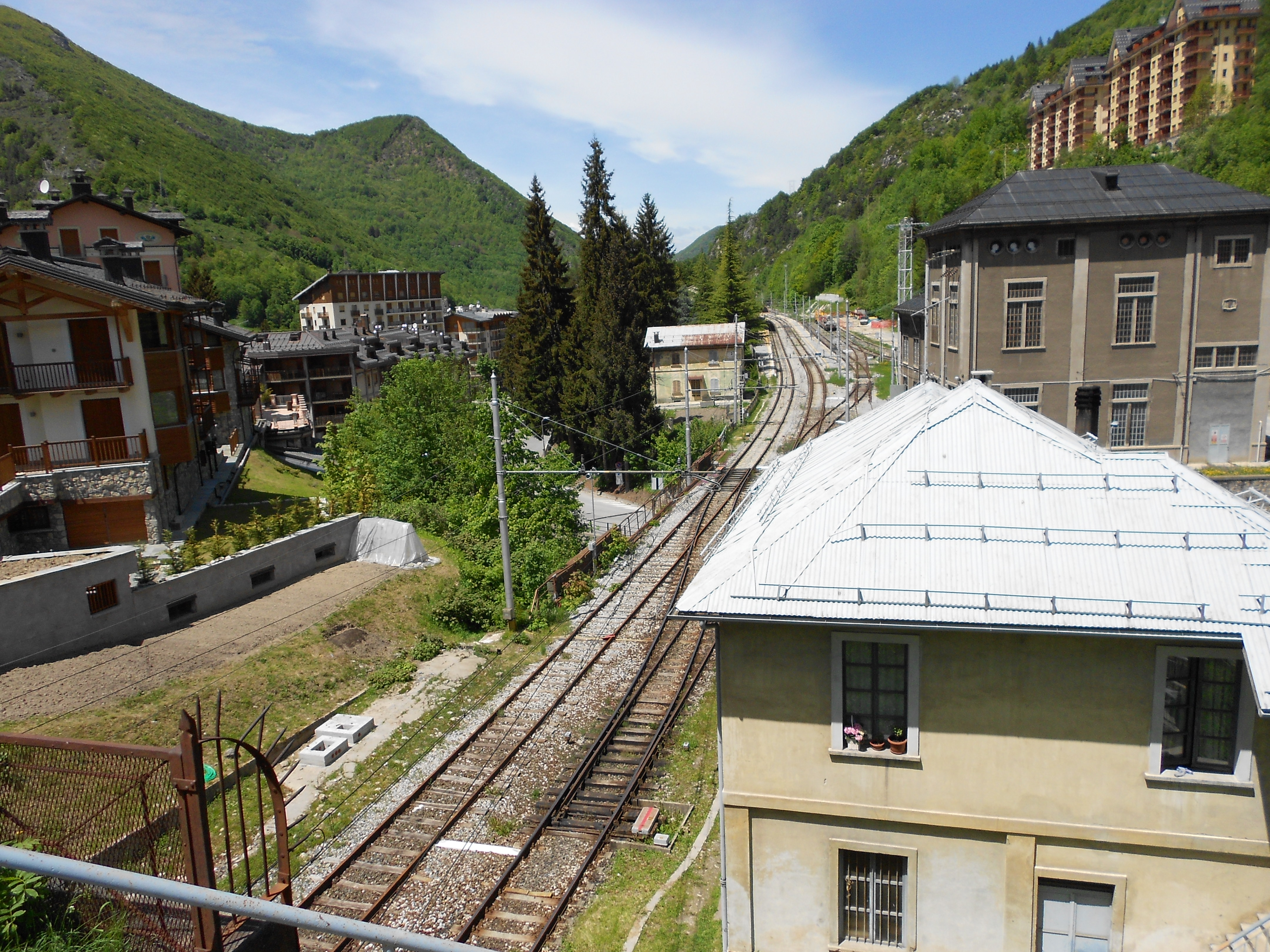
Stazione ferroviaria di Limone Piemonte

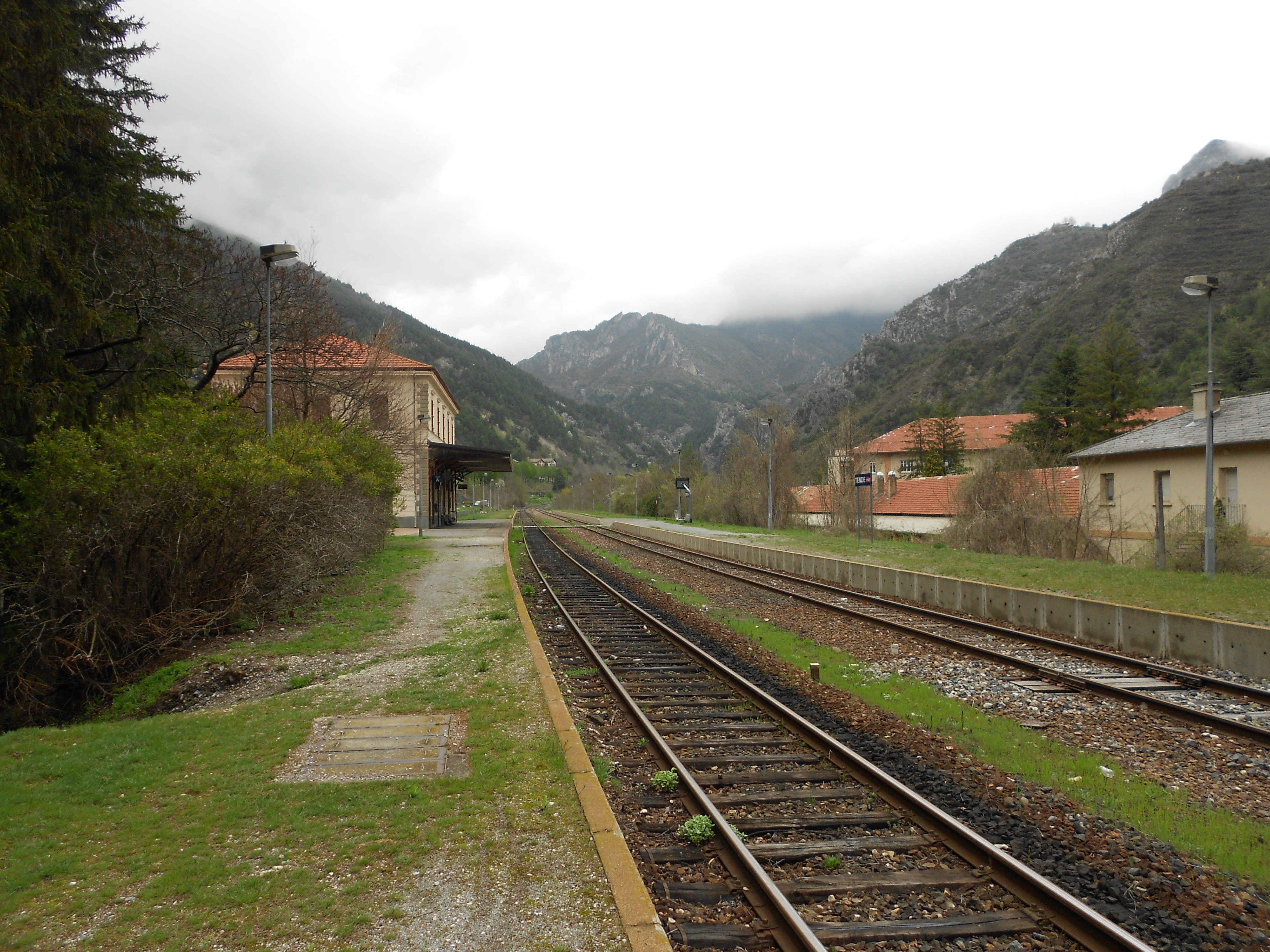
Stazione ferroviaria di Tenda

- Roccavione: fermata ferroviaria dotata del solo binario di corsa e provvista di biglietteria automatica. Non è servita da tutti i treni.
- Robilante: stazione con 2 binari adibiti al servizio viaggiatori e dotata di sala d'attesa. Nel Fabbricato Viaggiatori ha sede il Ferroclub Cuneese, un circolo di appassionati che cura un'esposizione permanente di oggettistica ferroviaria, apparati di circolazione ferroviaria e modellismo ferroviario. Questi appassionati si occupano anche di mantenere pulite le aree esterne della stazione compresa la cura del giardino e delle aree verdi.
- Vernante: stazione con 2 binari adibiti al servizio viaggiatori e dotata di biglietteria automatica.
- Limone Piemonte: stazione con 3 binari adibiti al servizio viaggiatori e dotata di biglietteria automatica. È stazione di confine tra Italia e Francia ed è l'ultima stazione elettrificata della linea. Sono presenti gli uffici della Polizia di Frontiera. Vi fermano tutti i treni ed è molto utilizzata dagli sciatori. È capolinea del bus sostitutivo serale che alle 22.04 serve le stazioni del percorso al posto del treno.

## Traffico

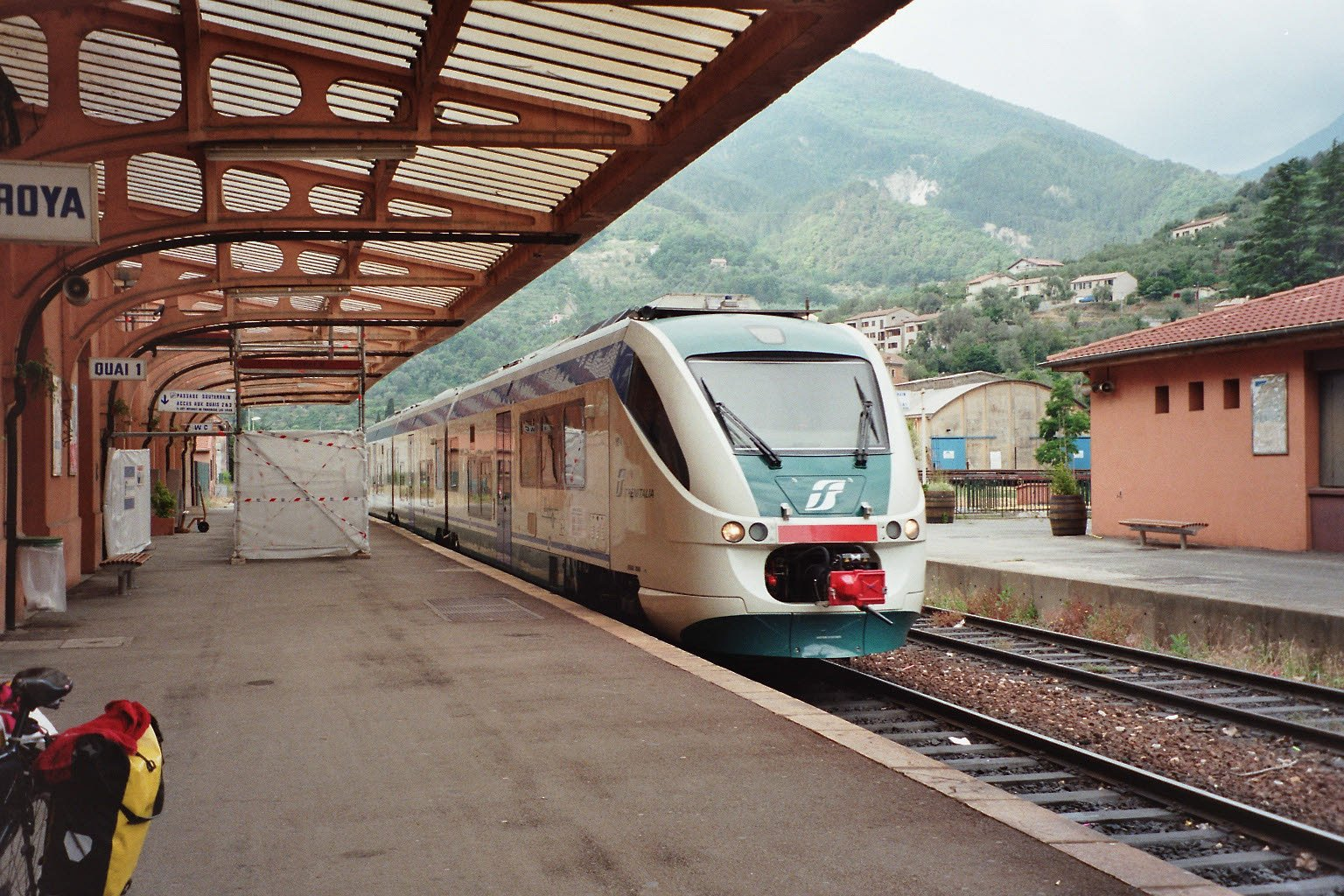
Minuetto diesel nella stazione di diramazione di Breglio

I treni regionali di Trenitalia programmati nell'ambito del contratto di servizio con la Regione Piemonte servono la linea impiegando materiale rotabile italiano. Il tratto Limone Piemonte-Cuneo è percorso dai treni che collegano Limone Piemonte con Cuneo e Fossano, svolti con convogli elettrici. La relazione internazionale Cuneo-Ventimiglia viene invece ricoperta da quattro coppie giornaliere di treni, due al mattino e due al pomeriggio, effettuate con convogli diesel (solitamente vengono usati gli autotreni Minuetto). Esistono anche corse, sempre operate con treni italiani a gasolio, in servizio sulla sola tratta Limone Piemonte-Tende.
Esclusivamente nella tratta francese, tra Breglio e Tenda, circolano anche i treni TER Provence-Alpes-Cote d'Azur, operati da SNCF con materiale rotabile diesel francese. La stazione di Vievola, pur essendo ubicata in territorio francese, è servita da soli treni italiani.

## Riconoscimenti
- Il 25 febbraio 2021, con 75.586 voti, la ferrovia, in virtù della ricchezza e particolarità paesaggistica dei territori che attraversa, è stata decretata vincitrice del decimo censimento I Luoghi del Cuore effettuato dal FAI,[28] primeggiando anche nella speciale classifica Italia sopra i 600 metri.[29][30]